# Michael Van Valkenburgh
Michael R. Van Valkenburgh, né en 1951, est un architecte paysagiste américain.
Il est diplômé de l'université Cornell et de l'université de l'Illinois à Urbana-Champaign.
Fondateur de Michael Van Valkenburgh Associates, Inc. (MVVA) en 1982, son entreprise a remporté de nombreux prix. Le Allegheny Riverfront Park (en), le Brooklyn Bridge Park, Port Lands, le Teardrop Park et le Harvard Yard comptent parmi les projets récompensés sur lesquels Michael Van Valkenburgh et son entreprise ont travaillé.